# 双帆石

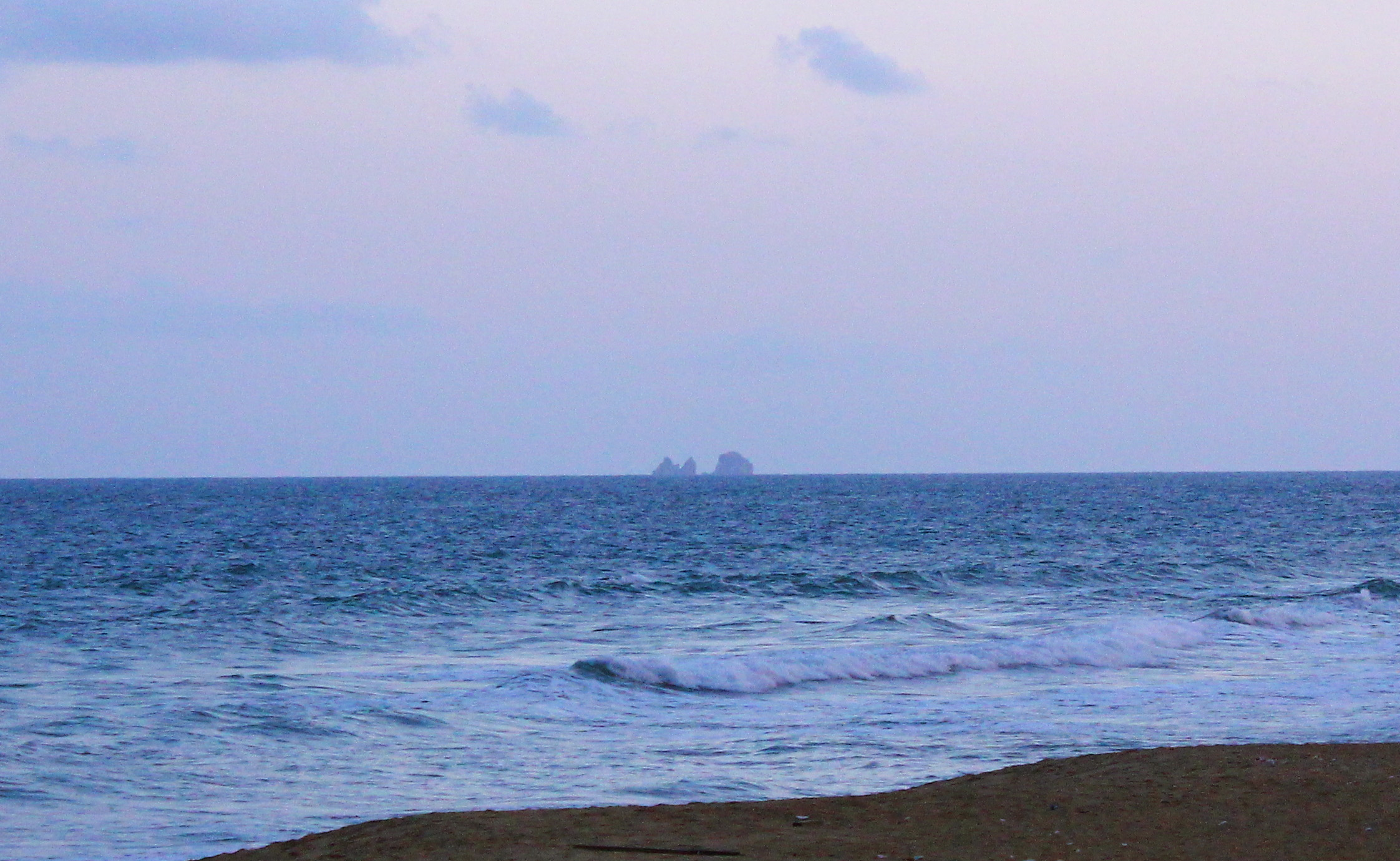
从香水湾远眺双帆石。

双帆石，位于中国海南省陵水黎族自治县东部海域，地理坐标为18°26′06″N 110°8′24″E / 18.43500°N 110.14000°E，位于香水湾东南部，西北东南二海里处有西岛，共有两块相距100米左右的巨大礁石，西面的礁石较平坦，水深约8-26米，海底为礁石和珊瑚，水域有各种鱼类出没，是矶钓的好去处。
- 1996年，中国政府发布关于领海范围的声明，双帆石是中国领海基点之一。